# William Myron MacDonald
William Myron MacDonald (Connecticut, 3 novembre 1890 – San Diego, 8 maggio 1958) è stato un aviatore canadese.
Il tenente William Myron MacDonald era un asso dell'aviazione canadese di origine americana. È stato accreditato con otto vittorie confermate durante la prima guerra mondiale mentre volava come gregario del vincitore della Victoria Cross William George Barker.

## Biografia
William Myron MacDonald è nato nel Connecticut, USA, il 3 novembre 1890. La sua famiglia si trasferì a Vancouver, British Columbia nel 1893. MacDonald stava lavorando come ingegnere navale a Vancouver quando si arruolò nella Canadian Expeditionary Force. Dopo l'arruolamento, era uno scapolo; il suo parente più prossimo era Catherine MacDonald. Tuttavia, poiché il suo documento di attestazione manca, la sua data effettiva di arruolamento è sconosciuta; anche la sua cittadinanza canadese diventa discutibile, poiché non è noto che abbia giurato fedeltà alla Corona.

## Prima guerra mondiale
MacDonald ha iniziato la sua carriera militare nel segmento del trasporto automobilistico del Corpo di servizio dell'esercito. Ha prestato servizio in questo incarico per più di due anni, la maggior parte dei quali all'estero. Nell'agosto del 1917 fu incaricato del Royal Flying Corps. Nel marzo del 1918, fu addestrato come pilota da combattimento ed assegnato al No. 66 Squadron RAF in Italia come pilota di Sopwith Camel. Mentre era al 66 Squadron, MacDonald volò come gregario per William George Barker, il grande asso canadese. MacDonald è stato accreditato dell'abbattimento di otto aerei nemici tra il 24 maggio e il 15 agosto 1918. Questa prodezza gli ha valso la Distinguished Flying Cross (Regno Unito), premiata il 20 agosto 1918 e pubblicata il 2 novembre 1918:
Ten. William Myron Macdonald.
"Un ufficiale molto valoroso e risoluto, che non esita mai ad attaccare il nemico per quanto in numero superiore possa essere. In una recente occasione ha ingaggiato cinque aerei, abbattendone due, entrambi schiantati. Contava sette aerei."

## Il dopoguerra
Il 20 aprile 1919, MacDonald fu trasferito nell'elenco dei non occupati della Royal Air Force, ponendo fine al suo mandato. Nel 1930, era risaputo che viveva a San Diego, in California. Morì lì l'8 maggio 1958.